# Gilles Macé
Pour les articles homonymes, voir Macé.
François-Gilles Macé, né le 22 février 1586 à Caen et mort le 8 mars 1637 à Paris, est un mathématicien et astronome français.

## Biographie
Fils de Bénédic Macé, qui eut la réputation d’un homme fort savant, lui-même fils du célèbre typographe Robert Macé, Gilles fut reçu avocat au bailliage de cette ville.
Il continua, tout en exerçant cette profession, l’étude des mathématiques, pour lesquelles il avait une grande prédilection, et qu’il enseigna publiquement à l’université de Caen où il fut le professeur, entre autres d’André Graindorge, cofondateur de l’Académie de physique de Caen.
Il s’occupa plus spécialement d’astronomie, et fit, au témoignage de Pierre-Daniel Huet, plusieurs observations du ciel avec beaucoup d’intelligence et d’exactitude quoiqu’il mêlât, selon l’usage du temps, un peu d’astrologie judiciaire à l’astronomie. On a de lui un ouvrage fort estimé sur la comète de 1618, et quelques poésies qui ne sont pas sans mérite. Grand admirateur de Tycho Brahe et de Galilée, il se fait construire des instruments astronomiques de haute précision et même une lunette astronomique, que le médecin hollandais Isaac Beeckman admire en 1618.
Vers la fin de sa vie, sa femme Gillette adopte Pierre-Daniel Huet, devenu orphelin à l'âge de cinq ans, qui héritera plus tard de sa bibliothèque et de ses instruments. 

## Pour approfondir